# فرگرنج (ایلینوی)
فرگرنج (به انگلیسی: Fairgrange) یک منطقهٔ مسکونی در ایالات متحده آمریکا است که در ناحیه سون هیکوری، شهرستان کولز، ایلینوی واقع شده‌است. فرگرنج ۲۰۷ متر بالاتر از سطح دریا واقع شده‌است.